# سیارک ۶۱۴۵
سیارک ۶۱۴۵ (به انگلیسی: 6145 Riemenschneider، نامگذاری:2630P-L) شش هزار و صد و چهل و پنجمین سیارک کشف شده‌است که در ۲۶ سپتامبر ۱۹۶۰ کشف شد.
قدر مطلق سیارک برابر ۱۴٫۵۰ است.